# Cultura harifiana
La cultura harifiana és una cultura arqueològica de l'Epipaleolític que es va desenvolupar al desert del Nègueb. Forma part de les últimes etapes de la cultura natufiana.
Els jaciments de la cultura harifiana es troben al mont Harif i els seus voltants, al Nègueb occidental, a la zona del cràter Ramon i a Jebel Ma'ara al nord del Sinaí. Els llocs més grans es troben al mont Harif: Abu Salem i Ramat Harif. Aquests jaciments conservaven al sòl restes d'edificis semi excavats de traça arrodonida o ovalada.

## Història
La cultura harifiana és una cultura de caçadors-recol·lectors nòmades, quees va desenvolupar a la regió muntanyosa del Nègueb, al Nèguev occidental, i al nord del Sinaí al final del període Epipaleolític, aproximadament entre els anys 12.800 - 11.700 aC, segons les medicions calibrades de carboni 14. La seva existència coïncideix amb el natufià tardà i el Neolític preceràmic A (PPNA).
Com el natufià, el harifià es caracteritza per la predència de cases semisubterrànies. Sovint els jaciments d'aquesta cultura són més complexos que els que es troben en altres èpoques natufianes. Per primera vegada es troben puntes de fletxa entre el kit d'eines de pedra.
Les puntes microlítics són un tret característic de la seva indústria, amb la punta del tipus Harif com a expressió particular; Bar-Yosef (1998) va suggerir que aquesta característica harifiana indicaria l'existència de tècniques de caça millorades.
S'han trobat una vintena de jaciments d'aquesta cultura, que els podem separar en dos tipus. Un tipus està format per campaments base efímers, trobats al nord del Sinaí i al Nègueb occidental, on les puntes lítiques formen fins al 88% de tots els micròlits trobats. L'altre grup està format per campaments base i campaments més petits trobats al Nègueb, amb una presència de puntes de fletxa molt menor. Aquests llocs probablement presenten diferències funcionals més que no pas cronològiques. La presència de puntes del tipus Khiam en alguns jaciments indica que hi havia comunicació amb altres zones del Llevant.
La cultura harifiana té connexions estretes amb les cultures mesolítices tardanes d'El Faium i dels deserts orientals d'Egipte, el conjunt d'eines dels quals s'assembla al del harifià. Juris Zarins planteja la hipòtesi que la fusió amb elements de domesticació animal de la cultura del Neolític preceràmic B (PPNB) va donar lloc al Complex Pastoral Nòmada circum-àrab, un grup de cultures que van inventar el pasturisme nòmada i que podria haver estat la cultura original que va estendre les llengües protosemites per tota la regió.